# Orquestra Filarmónica de Leópolis

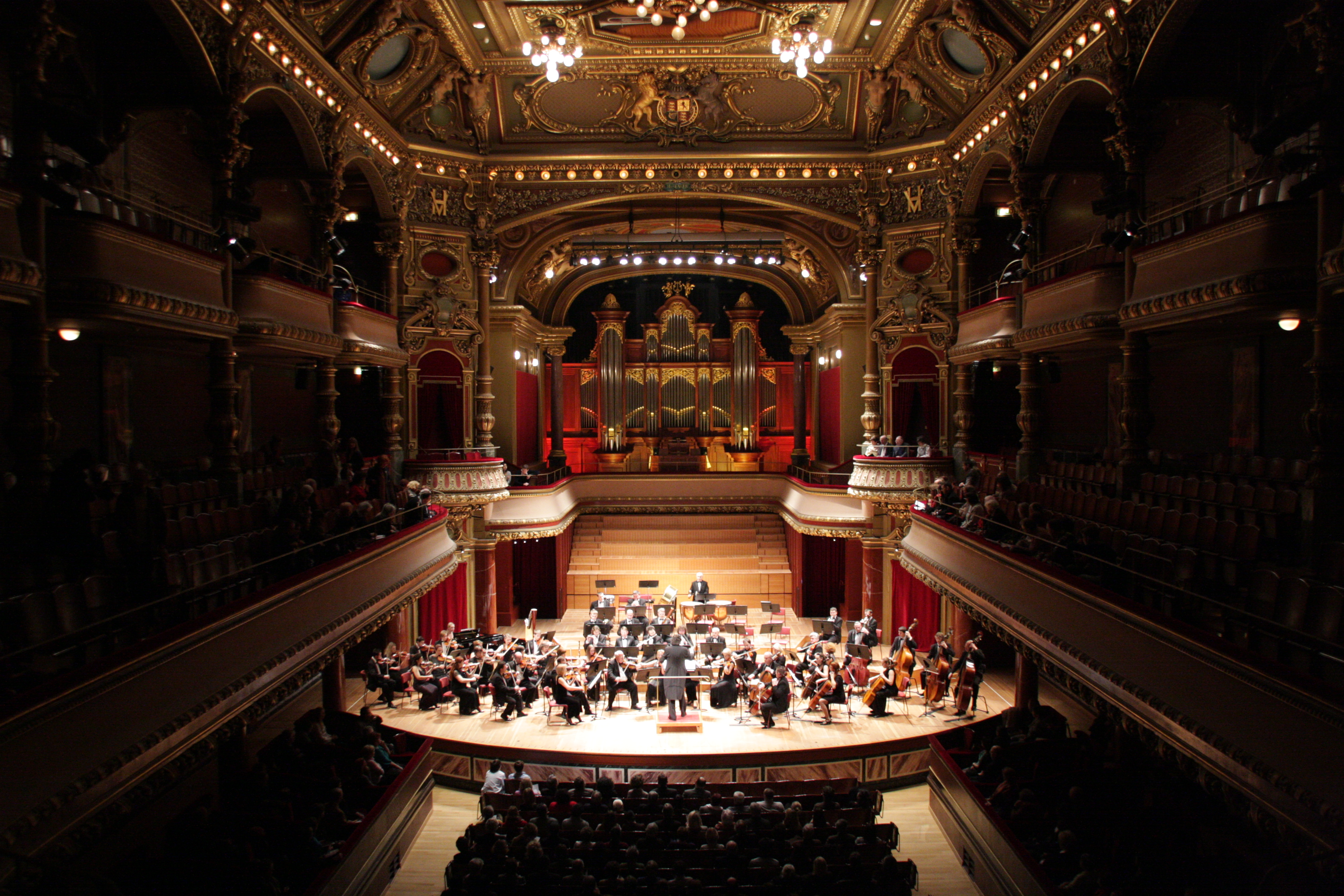
Salão Victoria, no edifício da Orquestra Filarmónica de Leópolis

A Orquestra Filarmónica de Leópolis é uma das mais antigas orquestras filarmónicas sinfónicas do país, fundada em 1902 em Leópolis, na Ucrânia.